# Kuppet i Litauen i 1926
Kuppet i Litauen i 1926 (litauisk: 1926-ųjų perversmas) var et kup, der fjernede den demokratisk valgte regering og i stedet indsatte et konservativt autoritært styre ledet af Antanas Smetona. Kuppet fandt sted den 17. december 1926 og var for en stor del organiseret af militæret, mens Smetonas rolle stadig er omdiskuteret. Kuppet bragte Litauens nationale union, tidens mest konservative parti, til magten. Før 1926 var det unge parti ret betydningsløst. I 1926 havde det blot omkring 2.000 medlemmer og havde kun tre pladser i parlamentet. Litauens Kristen-Demokrater, det største parti i Seimas på det tidspunkt, samarbejdede med militæret og sikrede kuppets legitimitet men accepterede ikke nogen større placering i regeringen og trak sig ud i maj 1927. Efter at militæret havde overladt regeringsmagten til en civil regering, ophørte det at spille nogen direkte rolle i det politiske liv. Smetona og hans parti forblev ved magten til 1940, da Litauen blev besat af Sovjetunionen.

## Baggrund
Litauen blev optaget i det Russiske Kejserrige i 1795. Det var besat af Tyskland under 1. verdenskrig. Den 16. februar 1918 erklærede Litauen sig som en uafhængig nation. De næste to år kendetegnes ved uroen i forbindelse med Litauens befrielseskrige, der forsinkede den internationale anerkendelse og opbygningen af politiske institutioner. Den nydannede hær kæmpede mod bolsjevikkerne, Bermontians (en tysk invasionshær, der opererede i invasionskrigene mod Sovjetunionen) og polske hærafdelinger, som efter et fingeret mytteri (men i forståelse med Piłsudski) marcherede mod Vilnius. I oktober 1920 annekterede Polen Vilnius og de omkringliggende områder, som bolsjevikkerne kort tid forinden havde overdraget den nyoprettede stat, Litauen. Anneksionen af Vilnius gav anledning til spændinger mellem Litauen og Polen i hele mellemkrigstiden. Litauens næststørste by, Kaunas blev udset til midlertidig hovedstad.
Litauens forfatningsgivende forsamling, valgt i april 1920, vedtog forfatningen i august 1922. Det første valg til Seimas blev afholdt i oktober 1922. Det mest diskuterede spørgsmål var præsidentens rolle. Efter nogen tid svingede regeringen over til et etkammersystem (Seimas). Medlemmer af Seimas blev valgt for en treårsperiode. Hver ny Seimas valgte præsidenten, som udnævnte premierministeren, som så udpegede ministre til regeringen. Præsidenten kunne ikke genvælges mere end én gang. Det parlamentariske system viste sig at være ustabilt, der var 11 regeringer mellem november 1918 og december 1926.
De vigtigste politiske aktører på tidspunktet for kuppet havde været aktive under frihedsbevægelsen og i republikkens første år. Antanas Smetona havde været Litauens første præsident mellem april 1919 og juni 1920. Han trak sig tilbage fra formel politisk deltagelse, selvom han udøvede politisk kritik, som han kort tid sad i fængsel for i 1923. Augustinas Voldemaras repræsenterede Litauen ved indgåelsen af Brest-Litovsk-freden i 1918 og var senere premierminister, forsvarsminister og udenrigsminister. Han udtrådte af regeringen i 1920, selvom han fortsatte med at udøve politisk kritik, som også han kort tid sad i fængsel for. Kazys Grinius var leder af Litauens delegation i Versailles ved 1. verdenskrigs afslutning og fortsatte som kabinetsleder i Seimas og valgtes som præsident i juni 1926. Mykolas Sleževičius var premierminister i 1918 og 1919, ansvarlig opbygningen af den litauiske hær i 1920 og sad i Seimas fra 1922 til 1926.

## Parlamentsvalget1926
| Resultatet af parlamentsvalget i 1926  | Resultatet af parlamentsvalget i 1926 |
| Parti                                  | Pladser                               |
| -------------------------------------- | ------------------------------------- |
| Kristen-Demokrater (krikdemai)         | 30                                    |
| Husmandsunionen (liaudininkai)         | 22                                    |
| Socialdemokraterne (socdemai)          | 15                                    |
| Nationalunionen (tautininkai)          | 3                                     |
| Bondeunionen                           | 2                                     |
| Mindretal (tyskere, jøder og polakker) | 13                                    |
| I alt                                  | 85                                    |

Fra den 8. til den 10. maj 1926 afholdtes ordinært valg til Seimas. For første gang siden 1920 fik Krist-Demokraterne, som var tæt bundet til den Den romerskkatolske kirke og dennes præster, ikke flertal. De litauiske vælgere havde mistet tilliden til partiet, fordi flere af dets medlemmer havde været involveret i finansskandaler: Juozas Purickas havde misbrugt sin diplomatstatus i Moskva til at handle med kokain og sakkarin, Eliziejus Draugelis og Petras Josiukas havde handlet med billigt lavkvalitets, røget svinefedt fra Tyskland i stedet for at købe fedtet af de litauiske bønder, og finansministeren, Vytautas Petrulis, havde overført store summer fra statsfinanserne til sin egen konto. Partiets strategi mht at håndtere en økonomisk krise blev betragtet som ineffektiv.
Yderligere spænding opstod, da konkordatet mellem Den Polske Republik og Vatikanet anerkendte Vilnius som en polsk, kirkelig provins på trods af litauisk anmodning om, at Vilnius skulle være direkte underlagt Rom, hvilket dog ikke var Vatikanets politik. Pavens godkendelse af Polens krav på Vilnius betød tab af prestige for Kristen -Demokraterne. De diplomatiske relationer forværredes endnu mere, da pave Pius XI ensidigt fastsatte grænserne for Litauens kirkelige provinser uden hensyn til de litauiske forslag og krav.
Efter valget dannede Bonde-unionen og Socialdemokraterne en centrum-venstre koalitionsregering i opposition til Kristen-Demokraterne. Koalitionen var i mindretal og forhandlede med repræsentanter for mindretallene i Litauen: det tyske mindretal fra Klaipedaområdet, polakker og jøder. Den 7. juni blev Kazys Grinius valgt som Litauens 3. præsident, og Mykolas Sleževičius blev premierminister, begge fra Bonde-unionen.

## Årsager
Årsagerne til kuppet er fortsat emne for debatter. Den hjemlige situation var uden tvivl besværlig. Historikere har påpeget, at europæiske begivenheder i 1920erne kan have haft indflydelse, for eksempel Benito Mussolinis kup i Italien og Józef Piłsudskis kup i Polen i maj 1926. Andre historikere har påpeget mere generelle tendenser i Europa, som i 1930erne havde medført mere eller mindre udemokratiske regeringer i mange lande i Europa. Den demokratiske umodenhed viste sig gennem uvilje til indgåelse af kompromiser og heraf ofte skiftende regeringer, som skabte en vedvarende fornemmelse af politisk krise. Historikere har også foreslået kommunist-frygt som en faktor sammen med manglen på et stabilt centrum,
venstre- og højrefløj, som gensidigt beskyldte hinanden for bolsjevisme og fascisme. Ifølge historikeren Anatol Lieven så Smetona og Voldemaras sig selv som miskrediterede, sande helte i selvstændighedsbevægelsen.
Efter parlamentsvalget ophævede regeringen undtagelsestilstanden, som stadig var opretholdt i Kaunas og flere andre steder, genoprettede demokratiske friheder og gav amnesti til politisk fængslede. For første gang var Litauen et virkeligt demokrati. Imidlertid havde ændringerne ikke generel opbakning. Mange af de politiske fanger var kommunister, der benyttede deres demokratiske rettigheder til den 13. juni i Kaunas at afholde en demonstration, som blev opløst. Oppositionen anvendte demonstrationen som påskud for offentlige angreb på regeringen idet den påstod, at regeringen tillod illegale organisationer (Litauens kommunistparti var forbudt) frit at kunne forsætte deres aktiviteter. På trods af, at demonstrationen var lokal og kun samlede 400 deltagere, blev begivenheden præsenteret som en trussel mod det litauiske militær, og regeringen blev fremstillet som ude af stand til at håndtere truslen.
Litauens underskrivelse af ikke-angrebspagten med Sovjetunionen den 28. september 1926 blev benyttet som udgangspunkt for yderligere angreb på regeringen for "bolsjevisering". Ideen om traktaten var blev født og forhandlet på plads af den tidligere Kristen-Demokratiske regering; men da den kom til afstemning, stemte partiet imod, mens Antanas Smetona var stærk fortaler. Traktaten udsattes for hård kritik, fordi den mod understregelse af Litauens ret til at have Vilnius som hovedstad begrænsede Litauens ret til at indgå andre internationale alliancer. På det tidspunkt var Sovjetunionen ikke medlem af Folkeforbundet, Frankrig og Storbritannien søgte allierede i Østeuropa og de Baltiske stater forsøgte at opbygge en selvstændig union. Den 21. november opløste politiet en højreorienteret studenterdemonstration mod "bolsjeviseringen". Omkring 600 studenter havde forsamlet sig nær den kommunistisk ledede fagforenings sæde. Idet politiet frygtede voldelige angreb på fagforeningen, blev demonstrationen opløst. Syv politibetjente blev såret, og 13 studenter blev arresteret. I forsøg på lovligt at vælte centrum-venstre regeringen, foreslog Krist-Demokraterne et mistillidsvotum på baggrund af hændelserne i forbindelse med demonstrationen, men det blev nedstemt i Seimas.
Endnu et offentligt ramaskrig lød, da regeringen, for at opnå enighed med de etniske minoriteter, tillod åbningen af 80 polske skoler i Litauen. På det tidspunkt lukkede den polske regering litauiske skoler i det omstridte Vilnius-område. Koalitionsregeringen kom med sit forslag om at sænke præstelønningerne og subsidierne til de religiøse katolske skoler i direkte konfrontation med Krist-Demokraterne. Modsætningerne uddybedes, da regeringen foreslog nedskæring af de militære styrker. Efter afskedigelsen af omkring 200 konservative officerer aktualiseredes ønsket om "en stærk mand" i de militære kredse, og der bryggedes på kupplaner mod den lovligt valgte centrum-venstre regering.

## Forberedelserne
Det debatteres en del, om Antanas Smetona deltog i planlægningen af kuppet. I 1931 skrev Augustinas Voldemaras efter at være blevet fortrængt fra regeringen og tvunget i eksil, at Smetona havde planlagt kuppet siden 1925. Historikeren Zenonas Butkus hævder, at ideen om kuppet rejstes allerede i 1923. Denne opfattelse er imidlertid modsagt, idet militæret først tog initiativ i 1926. Smetonas personlige sekretær, Aleksandras Merkelis, slår fast, at Smetona havde kendskab til kuppet, men hverken inspirede eller organiserede det. Før kuppet var Smetona redaktør af Lietuvis (dansk: Litaueren), og skiftet i linjen på bladet sidst i november hævdes så at bevise, at han ikke havde kendskab til kuppet før. Før udgaven fra den 25. november var avisen kritisk over for regeringen og Krist-Demokraterne, men den dag trykte avisen en række artikler om studenterdemonstrationerne den 21. november og en artikel med overskriften "Bolsjevismens trussel mod Litauen". Den sidste artikel påstod, at kommunisterne udgjorde en alvorlig trussel mod Litauen, og at den siddende regering var ude af stand til at håndtere truslen. Efter den dag ophørte kritikken af Krist-Demokraterne.
Den 20. september 1926 oprettede fem officerer, under ledelse af kaptajn Antanas Mačiuika, en komite. Generalerne Vladas Nagevičius og Jonas Bulota var blandt medlemmerne. Omkring en måned senere oprettedes den såkaldte Revolutionære Stabs Hovedkvarter (litauisk: revoliucinis generalinis štabas). De to grupper havde tæt kontakt og koordinerede deres bestræbelser. Den 12. december havde militæret allerede en detaljeret kupplan klar og informerede Smetonas parti og Krist-Demokraterne. Rygter om planerne kom Socialdemokraterne for øre, men de reagerede ikke.. Lige før kuppet spredtes falske rygter om polske troppebevægelser i Vilnius-området. Formålet var at sende regeringstro tropper fra Kaunas-området til Vilnius, så de blev sat ud af spillet.

## Kuppet
Sent om aftenen den 16. december informerede den sovjetiske konsul Sleževičius om et muligt forestående kup den efterfølgende aften, men Sleževičius var ikke særligt interesseret i oplysningerne. Kuppet blev indledt natten efter den 17. december 1926. President Kazys Grinius’ 60 års fødselsdag blevet fejret i Kaunas, hvor en stor del højtstående statsansatte deltog. 1927-budgettet med nedskæringer af militærudgifterne og udgifterne til kirken var endnu ikke vedtaget. I nattens løb besatte de højre-militære kræfter militær- og regeringskontorer. Oberst Kazys Škirpa, som havde foreslået det militære reformprogram, forsøgte at samle tropper mod kupstyrkerne, men blev hurtigt udmanøvreret og arresteret. Seimas blev hjemsendt, og præsident Grinius blev sat i husarrest. Oberst Povilas Plechavičius, som havde siddet i fængsel for en nævekamp med en anden officer, blev frigivet og udnævnt til Litauens diktator. Senere på dagen anmodede oberst Plechavičius Smetona om at blive landets nye præsident og normalisere situationen. Militæret stræbte efter at give det indtryk, at kuppet udelukkende havde været deres initiativ, og at Smetona ikke havde været involveret overhovedet, og at han kun reagerede på opfordringen til at optræde som "nationens frelser". Premierminister Sleževičius trådte tilbage, og Augustinas Voldemaras blev udnævnt til ny premierminister.
Smetona og Voldemaras, begge medlemmer af Litauens Nationale Union, inviterede Krist-Demokraterne til at deltage i skabelsen af en regering, der ville kunne give det udseende af en form for konstitutionel legalitet. På trods af at Krist-Demokraterne frygtede for deres omdømme, indvilgede de lunkent. De forventede, at de let ville kunne genvinde magten med konstitutionelle midler ved et kommende Seimas-valg og dermed undgå direkte at blive forbundet med kuppet. For at fastholde strategien indvilgede de i, at Litauens Nationale Union besatte de mest fremtrædende poster.
Fra begyndelsen afviste præsident Grinius at afgå, men blev overtalt til at tro på, at en polsk invasion var uundgåelig, og at Smetona havde sværget at overholde forfatningen. Den 19. december mødtes 42 medlemmer af Seimas (uden Socialdemokraterne og Bondeunionen) og valgte Aleksandras Stulginskis som formand. Efterfølgende valgtes Smetona som præsident med 38 stemmer for, 2 imod og 2 undlod at stemme, ligesom Siemas ved en tillidsafstemning legitimerede kupregeringen. Ved samlingen sikrede Litauens Nationale Union sig andre vigtige ministerposter: Antanas Merkys blev forsvarsminister og Ignas Musteikis blev indenrigsminister.

## Efterspil
Den officielle begrundelse, som blev givet af militæret var, at dets ”aktion” havde forhindret et overhængende bolsjevikisk kup, som de påstod skulle finde sted den 20. december. Undtagelsestilstand blev indført. Omkring 350 kommunister blev arresteret, og fire ledere (Karolis Požėla, Juozas Greifenbergeris, Kazys Giedrys og Rapolas Čarnas) blev henrettet den 29. december. Det var et alvorligt slag for kommunistpartiet, som var inaktivt nogen tid. Der blev aldrig fundet beviser for, at kommunisterne havde planlagt noget kup.Ingen andre politiske partier eller organisationer blev overfaldet, og militæret påstod, at der ikke var andre ofre for kuppet end de fire dræbte kommunister, mens andre kilder nævner kaptajn Vincas Jonuška, som skulle være blevet skudt af vagterne ved præsidentpaladset i Kaunas, og dagen efter døde på hospitalet.
International anerkendelse af kupregeringen var intet problem. Vestmagterne var utilfredse med centrum-venstreregeringens ratificering af ikke-angrebspagten med Sovjetunionen i september. De ønskede en regering, der kunne ændre retningen af Litauens udenrigspolitik. Det var derfor ikke overraskende, at den engelske "Daily Telegraph", den franske "Le Matin" og den amerikanske "New York Times" samstemmende skrev, at kuppet måtte forventes at indskrænke de venskabelige forbindelser med Sovjetunionen og "normalisere" forholdet til Polen, hvor Piłsudski få måneder inden havde gennemført et tilsvarende højrekup. De grundlæggende antidemokratiske og forfatningsstridige træk ved kuppet blev ikke understreget. Vestpressen rapporterede nyheden afslappet eller vurderede det som en positiv udvikling i Litauens kamp mod bolsjevismen. Internationale diplomater mente, at en stærk, autoritær leder ville sikre indenlandsk stabilitet, og mente ikke at Litauen under republikkens første år havde været et ægte demokrati, fordi undtagelseslove havde begrænset de demokratiske rettigheder.
Krist-Demokraterne, der mente at kuppet bare var en midlertidig foranstaltning, forlangte, at nyvalg til Seimas skulle afholdes, men Smetona trak det ud. Han forudså, at hans parti ikke ville være populært, og at han ikke ville blive genvalgt som præsident. I mellemtiden diskuterede nationalister forfatningsændringer, som kunne styrke den udøvende magt på bekostning af Seimas indflydelse. I april 1927 forsøgte en gruppe fra Husmandsunionen at gennemføre et kup til forsvar for forfatningen, men planerne blev afsløret, og medlemmerne blev arresteret. Blandt de anholdte var et Seimas-medlem, Juozas Pajaujis. Den 12. april protesterede Seimas over denne arrestation gennem at vedtage et mistillidsvotum mod Voldemaras-regeringen. Resultatet var, at Smetonas opløste Seimas, og undlod samtidigt, som forfatningen ellers foreskrev, at afholde nyvalg til Seimas. I april blev Krist-Demokraternes avis censureret. Den 2. maj trak Krist-Demokraterne sig fra regeringen, idet de forventede, at nationalisterne ikke ville være i stand til at opretholde regeringen alene. Konsekvensen var, at Litauens Nationale Union trak det længste strå i konkurrence med en langt større og mere indflydelsesrig rival og fik fuld kontrol med staten.
1926 var en af de vigtigste begivenheder i mellemkrigstidens Litauen; diktaturet varede i 14 år. I 1935 forbød Smetonas alle andre partiers aktiviteter. Kuppet fortsatte at være et problem for Litauen, eftersom Sovjetunionen betragtede indmarchen i Litauen som befrielsen af landet fra fascismen. Forsvarerne af kuppet undskylder det med, at det ”korrigerede” en ekstrem form for parlamentarisme, berettiget i lyset af Litauens politiske umodenhed.